# Alan Jones (racerkører)
 For alternative betydninger, se Alan Jones. (Se også artikler, som begynder med Alan Jones)
Alan Jones er en tidligere australsk racerkører der kørte Formel 1